# Karthala
El Karthala (2360 m) és un volcà actiu a l'illa de Gran Comora. És el punt més alt de les Comores. El volcà Karthala és notòriament actiu, després d'haver fet erupció més de 20 vegades des del segle xix. Freqüents erupcions han format al volcà amb una caldera de 3 per 4 quilòmetres, però l'illa ha escapat d'una destrucció massiva. El 17 d'abril de 2005, una erupció va forçar a centenars de pobladors a fugir.